# Avonturen in het westen
Avonturen in het westen is het vierde album uit de stripreeks Lucky Luke. Het werd getekend en geschreven door Morris. Het bevat drie korte verhalen: Joe Kruitdamp komt terug, De lasso knalt! en Harde knoesten

## Verhalen

### Joe Kruitdamp komt terug
In dit verhaal komt Lucky Luke aan in Nugget-Gulch, waar een paardenrace gehouden wordt ter gelegenheid van de verjaardag van Nugget-Gulch. Net voordat hij in het stadje aankomt ontmoet hij een andere cowboy, John Smith. Ze schrijven zich beide in voor de race, maar Jolly Jumper is sneller dan Johns paard, daarom steelt hij Lucky Lukes paard en verft hem zwart. Lucky Luke kan zijn paard voor de race niet vinden, maar hij herkent zijn paard omdat de zwarte verf door de regen eraf gespoeld wordt. Lucky steelt het paard terug en wint de race. John is verdwenen, maar door een list weet Lucky hem samen met de sheriff te pakken te krijgen. John blijkt een oude bekende te zijn, Joe Kruitdamp, een vogelvrijverklaarde.